# 加藤僖一
加藤 僖一（かとう きいち、1936年1月13日 - ）は、書の研究者、良寛研究者、新潟大学名誉教授。
東京市（現江戸川区）生まれ。1959年新潟大学教育学部書道科卒。京都大学文学部哲学科研修員、新潟大学教育学部講師、助教授、教授、2001年定年退官、名誉教授。良寛研究所所長、全国良寛会副会長、北京大学良寛研究会名誉会長、正筆会参事、読売書法会幹事。写真家でもある。
2015年11月瑞宝中綬章受章。

## 編著書
- 『良寛記念館』考古堂書店 1975　野島出版 1977
- 『精選・良寛の書』編 野島出版 1976
- 『良寛の旅』野島出版 ノジマ・ブックス 1976
- 『良寛 日本人のこころ』玉川大学出版部 玉川選書 1978
- 『書のすすめ』玉川大学出版部 玉川選書 1979
- 『良寛と相馬御風』考古堂書店 1979
- 『良寛と貞心尼』考古堂書店 1979
- 『良寛の書と風土』考古堂書店 1979
- 『かな名跡講座 巻4 高野切第一種』日本習字普及協会 1980
- 『良寛と禅師奇話 解良家蔵』考古堂書店 1980
- 『良寛の書 安田靫彦の愛蔵品による』釈文・解説 中央公論美術出版 1985
- 『加藤僖一の五十年 良寛の書第9集・知命記念加藤僖一作品集』撮影・編集 良寛の書研究会 1986
- 『書のいのち 毛筆漢字・かな・ペン字の美学を語る』東京書道教育会 みみずく新書 1988
- 『良寛の書と生涯』考古堂書店 1991
- 『良寛事典』新潟日報事業社出版部 1993
- 『書のすすめ』玉川大学出版部 1998
- 『新潟の風貌 にいがたを代表する一〇〇人 加藤僖一写真集』考古堂書店 1999
- 『良寛記念館と出雲崎』編著 考古堂書店 1999
- 『良寛の名品100選』編著 考古堂書店 2000
- 『加藤僖一論文集 新潟大学退官記念』良寛研究所 2001
- 『良寛入門』新潟日報事業社 とき選書 2004
- 『良寛百科』新潟日報事業社 とき選書 2004
- 『加藤僖一の七〇年』良寛研究所 2006
- 『良寛百句 古稀記念・加藤僖一書集』良寛研究所 2006
- 『書いて楽しむ良寛のうた』考古堂書店 2007
- 『ほっとする良寛さんの般若心経』二玄社 2007
- 『良寛墨宝 阿部家伝来 重要文化財』編 二玄社 2007
- 『良寛 新潟県人物小伝』新潟日報事業社 2008
- 『解良栄重筆良寛禅師奇話』考古堂書店 2011

### 共編著
- 『安田靫彦の書簡』編著 創作舎 1983
- 『良寛の風景 写真構成』小林新一写真と文 加藤僖一書の解説 考古堂書店 1987
- 良寛筆『いやひこ和歌巻』編著 考古堂書店 1988
- 『西谷卯木先生書簡集 西谷卯木先生没後十年・正筆会創立六十年記念』編著 良寛の書研究会 1988
- 『日本書学大系 法書篇 第36巻 良寛』田島方外共著 同朋舎出版 1989
- 『良寛墨蹟大観』全6巻 川口霽亭、飯島太千雄、谷川敏朗共編 中央公論美術出版 1992-94
- 『良寛遺墨の精粋』サンフォード・ゴールドスティン,北嶋藤郷英訳 考古堂書店 1997

## 論文
- Cinii

## 注
1. ↑  “本学教授及び名誉教授が新潟日報文化賞を受賞しました”.  新潟大学 (2019年11月6日). 2022年1月7日閲覧。
2. ↑  『現代日本人名録』
3. ↑  “平成27年秋の叙勲 瑞宝中綬章受章者” (PDF).   内閣府. p. 4 (2015年11月3日). 2023年3月9日閲覧。